# Драги, Джованни Баттиста
Джованни Баттиста Драги (итал. Giovanni Battista Draghi; 1640, Римини — 13 мая 1708, Лондон) — итальянский музыкант и композитор эпохи барокко, органист, клавесинист.
Возможно, был братом композитора Антонио Драги (1634/1635—1700). С 1660 года жил в Англии. С 1675 работал при английском королевском дворе, в том числе в качестве музыкального мастера короля Карла II. Позже был учителем королев Марии II Английской и Анны, королевы Великобритании.
Безуспешно пытался при содействии Карла II внедрить итальянскую оперу в Англии.
В 1673 Драги был назначен первым органистом католической часовни королевы в Сомерсет-Хаусе. В 1684 принял участие в том, что стало позже известно как Битва органов, — музыкальном состязании нескольких изготовителей этого инструмента для установки в лондонском Темпле — и выиграл конкурс.
В 1698 году, учитывая заслуги Д. Б. Драги, король Вильгельм III Оранский установил для него специальный пенсион (стипендию).
Автор ряда вокально-музыкальных произведений, в том числе «Песни ко Дню Святой Сесилии» (1687) для хора с инструментальным сопровождением в итальянском стиле, а также камерной музыки для различных инструментов, в том числе шести работ для обучения игры на клавесине.
Большинство его сочинений утеряны.